# Heiko Kleibrink
Heiko Kleibrink (* 15. März 1973 in Meerbusch) ist ein deutscher Tanzsportler. Zusammen mit seiner Partnerin Giselle Keppel gehörte er zu den erfolgreichsten Profitänzern Deutschlands.

## Leben
Kleibrink und Keppel bilden seit der Jugendklasse ein Tanzpaar. 1991 nahmen beide erstmals in der Jugendklasse an einer deutschen Meisterschaft teil. Drei Jahre später folgte die erste Teilnahme an einer Deutschen Profimeisterschaft. 1997 gewannen Kleibrink und Keppel das Tanzturnier und wurden die jüngsten Meister in der Geschichte des deutschen Tanzsports. Es folgten zahlreiche weitere Titel auf nationaler und internationaler Ebene. Das Paar beendete seine aktive Karriere 2006.
Heiko Kleibrink ist Präsident des Deutschen Tanztrainerverbands der Professionals e.V. (DTP).

## Erfolge
- 8-facher deutscher Meister Standard
- 3-facher deutscher Meister Kür Standard
- 3-facher Vizeweltmeister und Vizeeuropameister Kür Standard
- Weltmeisterschafts- und Europameisterschaftsfinalist Standard
- 28-facher Grand-Prix-Sieger Standard